# Totus Tuus Poloniae populus
Totus Tuus Poloniae populus (lateinisch für Dein ganzes polnisches Volk) ist eine Päpstliche Bulle von Johannes Paul II. Sie wurde am 25. März 1992 veröffentlicht und ordnete die polnischen Bistümer neu. Es war die größte Neuordnung seit 1945. Zuvor waren die Bistümer mit der päpstlichen Bulle Episcoporum Poloniae coetus von 1972 umorganisiert worden. Die Organisation wurde 2004 weiter angepasst.

## Details
Hauptprinzip war es, den Gläubigen die Bischöfe näher zu bringen. Dazu wurden die Gebiete der Erzdiözesen und Diözesen verkleinert. Acht Bistümer wurden in den Rang eines Erzbistums erhoben. Die Personalunion der Erzbistümer Gniezno und Warschau wurde aufgehoben. Es wurden 10 Erzbischöfe, 7 Bischöfe, 11 Ordinarien und 11 Weihbischöfe versetzt.

## Gebietsänderungen 1992

Verwaltungsgliederung der katholischen Kirche des lateinischen Ritus in Polen seit 2004

### Neue Bistümer
1. Bistum Bielsko-Żywiec aus den Erzbistümern Kattowitz und Krakau
2. Bistum Elbląg aus den Erzbistümern Danzig und Ermland sowie dem Bistum Kulm
3. Bistum Ełk aus dem Erzbistum Ermland und dem Bistum Łomża
4. Bistum Gliwice aus den Erzbistümern Częstochowa, Kattowitz und dem Bistum Oppeln
5. Bistum Kalisz aus den Bistümer Częstochowa, Oppeln und Włocławek sowie den Erzbistümer Breslau, Gniezno und Posen
6. Bistum Legnica aus dem Erzbistum Breslau
7. Bistum Łowicz aus dem Bistum Łódź und Płock sowie Erzbistum Warschau
8. Bistum Pelplin, trug zuvor den Namen Bistum Kulm
9. Bistum Radom war zuvor Teil des Bistums Sandomierz-Radom
10. Bistum Rzeszów aus dem Erzbistum Przemyśl und dem Bistum Tarnów
11. Bistum Sosnowiec aus dem Bistum Częstochowa und Kielce sowie dem Erzbistum Krakau
12. Bistum Toruń aus dem Bistum Kulm sowie dem Erzbistum Gniezno
13. Bistum Warschau-Praga aus dem Bistum Płock und dem Erzbistum Warschau
14. Bistum Zamość-Lubaczów wurde bereits 1991 aus Teilen des Erzbistums Lemberg als Apostolische Administrator Lubaczów gegründet und nun zum Bistum erhoben.

Nach der Umgliederung gab es 41 Bistümer. 13 hatten den Rang eines Metropolitanbistums und das Erzbistum Łódź war immediat und somit direkt dem Heiligen Stuhl unterstellt. 26 waren Suffraganbistümer.

## Ernennungen
Am gleichen Tagen wurden auch folgende Änderung bei den Bischöfen bekannt gegeben:
1. Edward Białogłowski, zuvor Weihbischof in Przemyśl, wurde zum Weihbischof in Rzeszów ernannt.
2. Jan Chrapek wurde zum Weihbischof in Drohiczyn ernannt.
3. Bronisław Dembowski wurde zum Bischof von Włocławek ernannt.
4. Adam Dyczkowski, zuvor Weihbischof in Breslau und später Bischof von Zielona Góra-Gorzów, wurde zum Weihbischof in Legnica ernannt.
5. Edward Frankowski, zuvor Weihbischof in Przemyśl, wurde zum Weihbischof in Sandomierz ernannt.
6. Józef Glemp blieb Erzbischof von Warschau und gab die Leitung des Erzbistums Gnesen ab.
7. Henryk Muszyński, zuvor Bischof von Włocławek, wurde zum Erzbischof von Gnesen ernannt.
8. Stanisław Gądecki, später Erzbischof von Posen, wurde zum Weihbischof in Gnesen ernannt.
9. Tadeusz Gocłowski, zuvor Bischof von Gdańsk, wurde zum Erzbischof von Gdańsk erhoben.
10. Stanisław Kędziora, zuvor Weihbischof in Warschau, wurde Weihbischof in Warschau-Praga.
11. Kazimierz Górny, zuvor Weihbischof in Krakau, wurde Bischof von Rzeszów
12. Edward Kisiel, zuvor Bischof von Bialystok, wurde Erzbischof von Bialystok.
13. Zbigniew Józef Kraszewski, zuvor Weihbischof in Warschau, wurde Weihbischof in Warschau-Praga.
14. Piotr Krupa, zuvor Weihbischof in Koszalin-Kołobrzeg, wurde Weihbischof in Pelplin.
15. Gerard Alfons Kusz, zuvor Weihbischof in Oppeln, wurde Weihbischof in Gliwice.
16. Edward Materski, zuvor Bischof in Sandowmierz, wurde Bischof von Radom.
17. Stanisław Napierała, zuvor Weihbischof in Posen, wurde Bischof von Kalisz.
18. Stanisław Nowak, zuvor Bischof von Częstochowa, wurde Erzbischof von Częstochowa.
19. Adam Odzimek, zuvor Weihbischof in Sandomierz-Radom, wurde Weihbischof in Radom.
20. Alojzy Orszulik, zuvor Weihbischof in Siedlce, wurde Bischof von Łowicz.
21. Tadeusz Pieronek wurde Weihbischof in Sosnowiec.
22. Edmund Piszcz, zuvor Bischof von Ermland, wurde Erzbischof von Ermland.
23. Alojzy Orszulik, zuvor Weihbischof in Siedlce, wurde Bischof von Łowicz.
24. Marian Przykucki, zuvor Bischof von Kulm, wurde Erzbischof in Szczecin-Kamień.
25. Bolesław Pylak, zuvor Bischof von Lubin, wurde Erzbischof von Lubin.
26. Tadeusz Rakoczy wurde Bischof von Bielsko-Żywiec.
27. Kazimierz Romaniuk, zuvor Weihbischof in Warschau, wurde Bischof von Warschau-Praga.
28. Tadeusz Rybak, zuvor Weihbischof in Breslau, wurde Bischof von Legnica.
29. Edward Samsel, zuvor Weihbischof in Łomża, wurde Weihbischof in Ełk.
30. Stefan Siczek wurde zum Weihbischof in Radom ernannt.
31. Piotr Skucha, zuvor Weihbischof in Kielce, wurde Weihbischof in Sosnowiec ernannt.
32. Andrzej Śliwiński, zuvor Weihbischof in Kulm, wurde Bischof von Elbląg.
33. Adam Śmigielski wurde Bischof von Sosnowiec.
34. Jan Śrutwa, zuvor Weihbischof in Lublin, wurde Bischof von Zamość-Lubaczów.
35. Andrzej Suski, zuvor Weihbischof in Płock, wurde Bischof von Toruń.
36. Wacław Świerzawski wurde Bischof von Sandomierz.
37. Jan Szlaga, zuvor Weihbischof in Kulm, wurde Bischof von Pelplin.
38. Ignacy Tokarczuk wurde zum Erzbischof erhoben.
39. Jan Walenty Wieczorek, zuvor Weihbischof in Oppeln, wurde Bischof von Gliwice.
40. Józef Wysocki, zuvor Weihbischof in Ermland, wurde Weihbischof in Elbląg.
41. Józef Zawitkowski, zuvor Weihbischof in Warschau, wurde Weihbischof in Łowicz.
42. Wojciech Ziemba, zuvor Weihbischof in Ermland, wurde Bischof von Ełk.
43. Janusz Edmund Zimniak, zuvor Weihbischof in Katowice, wurde Weihbischof in Bielsko-Żywiec.
44. Damian Zimoń , zuvor Bischof von Katowice, wurde Erzbischof von Katowice.
45. Władysław Ziółek , zuvor Bischof Łódź, wurde zum Erzbischof von  Łódź erhoben.

## Gebietsänderungen 2004
Am 24. Februar 2004 wurden mit der  Apostolischen Konstitution Multos fructus spiritales von Papst Johannes Paul II. die Bistümer Bydgoszcz (aus Gebieten der Bistümer Koszalin-Kołobrzeg und Pelplin sowie des Erzbistumes Gnesen) und Świdnica (aus Gebieten des Bistums Legnica und des Erzbistums Breslau) gegründet. Dem Erzbistum Łódź wurde das Bistum Łowicz zugeordnet und sie bilden nun eine eigene Kirchenprovinz.

## Text
- Text der Bulle auf Polnisch